# Aces de l'Alaska
Les Aces de l'Alaska sont une franchise professionnelle de hockey sur glace en Amérique du Nord qui évoluait dans l'ECHL. L'équipe était basée à Anchorage en Alaska.

## Historique
La franchise est créée en 1990 sous le nom des Aces d'Anchorage. Elle est renommée en 2003 sous son nom actuel. Elle est engagée en WCHL de 1995 à 2003 avant de rejoindre l'ECHL.
L'équipe des Aces est de loin la plus au Nord et à l'Ouest de l'ECHL, située à 4 395 km de leur rivale la plus proche, les Steelheads de l'Idaho. Cela a pour effet une dépense de plus de 300 000 $ en frais de déplacement sur la saison 2014–15. En 2017, le copropriétaire Jerry Mackie annonce que les propriétaires arrêtent les frais à l'issue de la saison 2016–17 en raison de pertes financières, une économie en récession en Alaska et un affluence en baisse. Le 23 février 2017, ils annoncent officiellement que la saison 2016-2017 est la dernière.

## Palmarès
- Vainqueur de la Coupe Kelly (3) : 2006, 2011, 2014.

## Saisons en ECHL
| Saison    | PJ | V  | D  | N | DP | DTB | BP  | BC  | Pts | Classement                   | Séries éliminatoires | Entraîneur        |
| --------- | -- | -- | -- | - | -- | --- | --- | --- | --- | ---------------------------- | --- | ----------------- |
| 2003-2004 | 72 | 38 | 28 | 6 | -  | -   | 220 | 210 | 82  | 4e place, division pacifique | 3-0 Gulls de San Diego 1-3 Steelheads de l'Idaho                                                                                        | Davis Payne       |
| 2004-2005 | 72 | 45 | 19 | 8 | -  | -   | 233 | 187 | 98  | 1re place, division Ouest    | 3-2 Condors de Bakersfield 3-0 Ice Dogs de Long Beach 3-4 Titans de Trenton                                                             | Davis Payne       |
| 2005-2006 | 72 | 53 | 12 | 7 | -  | -   | 289 | 168 | 113 | 1re place, division Ouest    | 4-0 Grizzlies de l'Utah 4-2 Wranglers de Las Vegas 4-3 Falcons de Fresno 4-1 Gladiators de Gwinnett Vainqueurs de la Coupe Kelly        | Davis Payne       |
| 2006-2007 | 72 | 49 | 16 | - | 3  | 4   | 270 | 176 | 105 | 1re place, division Ouest    | 4-2 Salmon Kings de Victoria 4-0 Condors de Bakersfield 1-4 Steelheads de l'Idaho                                                       | Davis Payne       |
| 2007-2008 | 72 | 41 | 26 | - | 4  | 1   | 245 | 229 | 87  | 3e place, division Ouest     | 4-0 Steelheads de l'Idaho 1-4 Wranglers de Las Vegas                                                                                    | Keith McCambridge |
| 2008-2009 | 72 | 45 | 24 | - | 1  | 2   | 232 | 181 | 93  | 1re place, division Ouest    | 4-1 Grizzlies de l'Utah 4-1 Salmon Kings de Victoria 4-0 Wranglers de Las Vegas 3-4 Stingrays de la Caroline du Sud                     | Keith McCambridge |
| 2009-2010 | 72 | 36 | 28 | - | 4  | 4   | 232 | 240 | 80  | 2e place, division Ouest     | 1-3 Thunder de Stockton | Brent Thompson    |
| 2010-2011 | 72 | 47 | 22 | - | 2  | 1   | 241 | 174 | 97  | 1re place, division Montagne | Exemptés 4-0 Steelheads de l'Idaho 4-0 Salmon Kings de Victoria 4-1 Wings de Kalamazoo Vainqueurs de la Coupe Kelly                     | Brent Thompson    |
| 2011-2012 | 72 | 43 | 18 | - | 3  | 8   | 224 | 172 | 97  | 1re place, division Montagne | Exemptés 4-1 Thunder de Stockton 1-4 Wranglers de Las Vegas                                                                             | Rob Murray        |
| 2012-2013 | 72 | 49 | 15 | - | 4  | 4   | 228 | 172 | 106 | 1re place, division Montagne | 4-1 Bulls de San Francisco 2-4 Thunder de Stockton                                                                                      | Rob Murray        |
| 2013-2014 | 71 | 45 | 19 | - | 3  | 4   | 243 | 164 | 97  | 1re place, division Montagne | 4-0 Wranglers de Las Vegas 4-1 Steelheads de l'Idaho 4-2 Condors de Bakersfield 4-2 Cyclones de Cincinnati Vainqueurs de la Coupe Kelly | Rob Murray        |
| 2014-2015 | 72 | 35 | 30 | - | 3  | 4   | 237 | 233 | 77  | 5e place, division Pacifique | Non qualifié | Rob Murray        |
| 2015-2016 | 72 | 27 | 38 | - | 4  | 3   | 189 | 237 | 61  | 5e place, division Ouest     | Non qualifié | Rob Murray        |

## Le personnel
- Rob Murray – Entraineur en chef[5]
- Louis Mass  – Assistant entraineur
- Michael Burkhead – Gérant de l'équipement
- Tyson Salley – Entraineur athlétique en chef

## Chandails retirés
- Keith Street – #8
- Wes Goldie – #16
- Dean Larson – #18